# Rany wylotowe (komiks)
Rany wylotowe (hebr. ‏קרוב רחוק‎) – obyczajowa powieść graficzna autorstwa izraelskiej rysowniczki Rutu Modan, opublikowana w 2007 roku przez wydawnictwo Drawn & Quarterly (po polsku ukazała się w 2010 roku nakładem Kultury Gniewu). Komiks zdobył w 2008 roku Nagrodę Eisnera w kategorii najlepszy album graficzny – nowy.
Rany wylotowe opowiadają historię Kobiego Franco, taksówkarza pracującego w Tel Awiwie, który się dowiaduje, że jego ojciec, Gabriel, prawdopodobnie zginął w zamachu bombowym. Choć nie utrzymywali ze sobą kontaktu już dwa lata, Kobi zaczyna się martwić o jego losy. Wiadomość tę taksówkarz otrzymuje od Numi, dziewczyny, która – jak się okazuje – była z Gabrielem w bliskiej relacji. Za jej namową Kobi angażuje się w śledztwo, którego przebieg okaże się istotniejszy niż rezultat.